# Ma Yuan

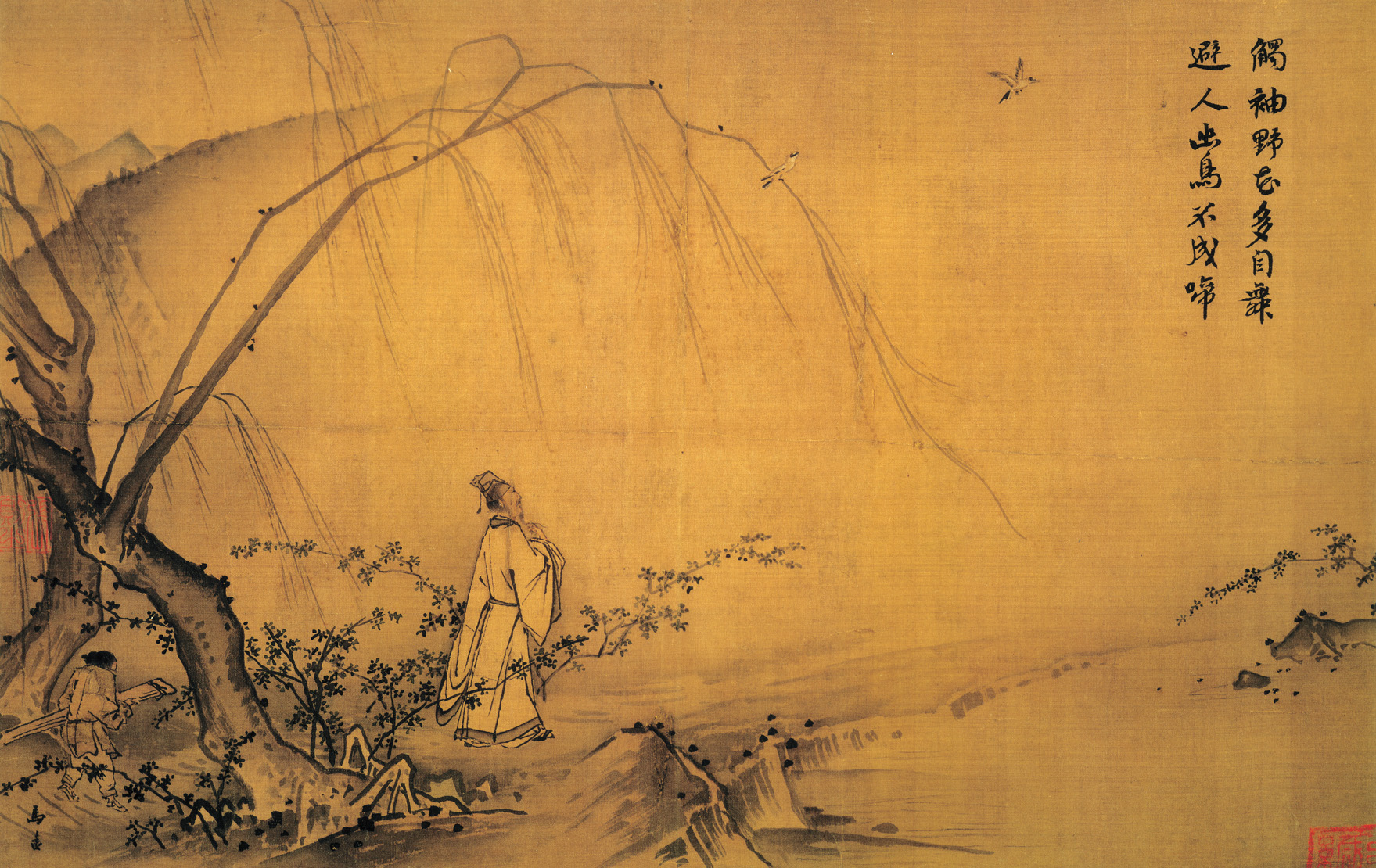
Lopen op een bergpad in de lente - albumblad met gewassen inkt op zijde, met een gedicht van keizer Song Ningzong.
Het werk toont een literator die Chinese wielewalen bekijkt, terwijl zijn bediende zijn guqin draagt.

Ma Yuan (馬遠; ca. 1160–1225) was een Chinees kunstschilder die actief was tijdens de Song-periode. Hij was de vierde van vijf generaties hofschilders aan het keizerlijk hof. Ma was een van de Vier Meesters van de Zuidelijke Song.

## Biografie

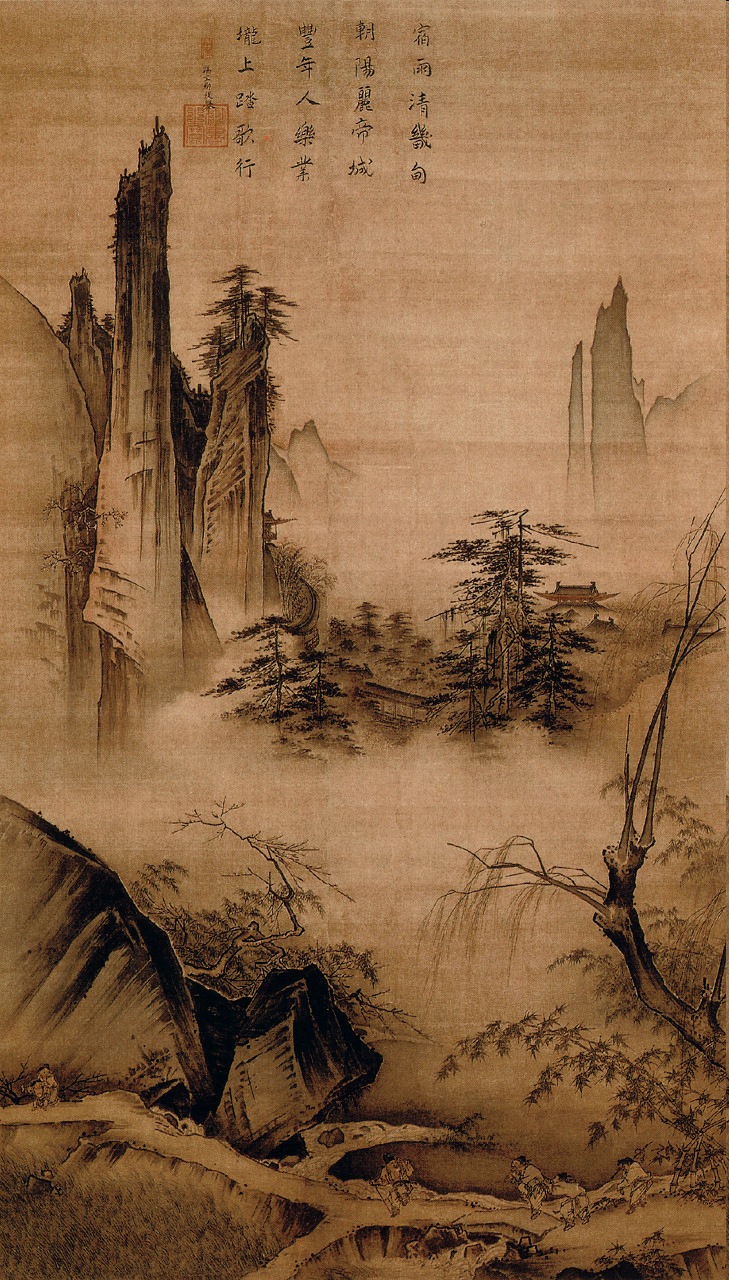
Dansen en zingen (Boeren keren terug van hun werk), collectie Paleismuseum Verboden Stad

Ma Yuan werd rond 1160 geboren in Qiantang, het huidige Hangzhou in de provincie Zhejiang. Zijn overgrootvader Ma Fen was vroeg in de 12e eeuw een hofschilder aan het hof van de Song-dynastie. Zowel diens zoon Ma Xingzu als kleinzoon Ma Shirong, Ma Yuans vader, bekleedden deze zelfde functie aan het keizerlijk hof van de Zuidelijke Song in Hangzhou.
Ma Yuan werd als jongeman aangesteld als hofschilder van keizer Song Guangzong en verwierf zich er een goede reputatie. Hij werd als schilder aangesteld op de Hanlin-academie. Ma was een favoriet van Guangzongs zoon Song Ningzong, wiens gekalligrafeerde gedichten veel van zijn werk sieren.
Ma Yuan stierf in 1225. Zijn zoon Ma Lin (ca. 1180–na 1256), die ook aan de academie schilderde, was de laatste van opeenvolgende generaties kunstschilders in de familie.

## Werken
Ma Yuan was een veelzijdige kunstschilder, maar is vooral bekend om zijn shan shui-landschappen op hangende rol. Net als veel van zijn tijdgenoten was Ma's techniek in zijn beginperiode vooral beïnvloed door die van Li Tang (ca. 1050–1130). Daarnaast borduurde hij ook voort op de innovaties van Liu Songnian (1174–1224). Later ontwikkelde Ma een meer persoonlijke stijl, waarbij scherpe, geprononceerde penseelstreken sterke contrasten tussen licht en donker creëerden. Typisch voor een groot aantal van zijn werken is een prominente schildering die zich voornamelijk in één hoek van het beeldvlak bevindt, terwijl de rest van het doek grotendeels leeg blijft.

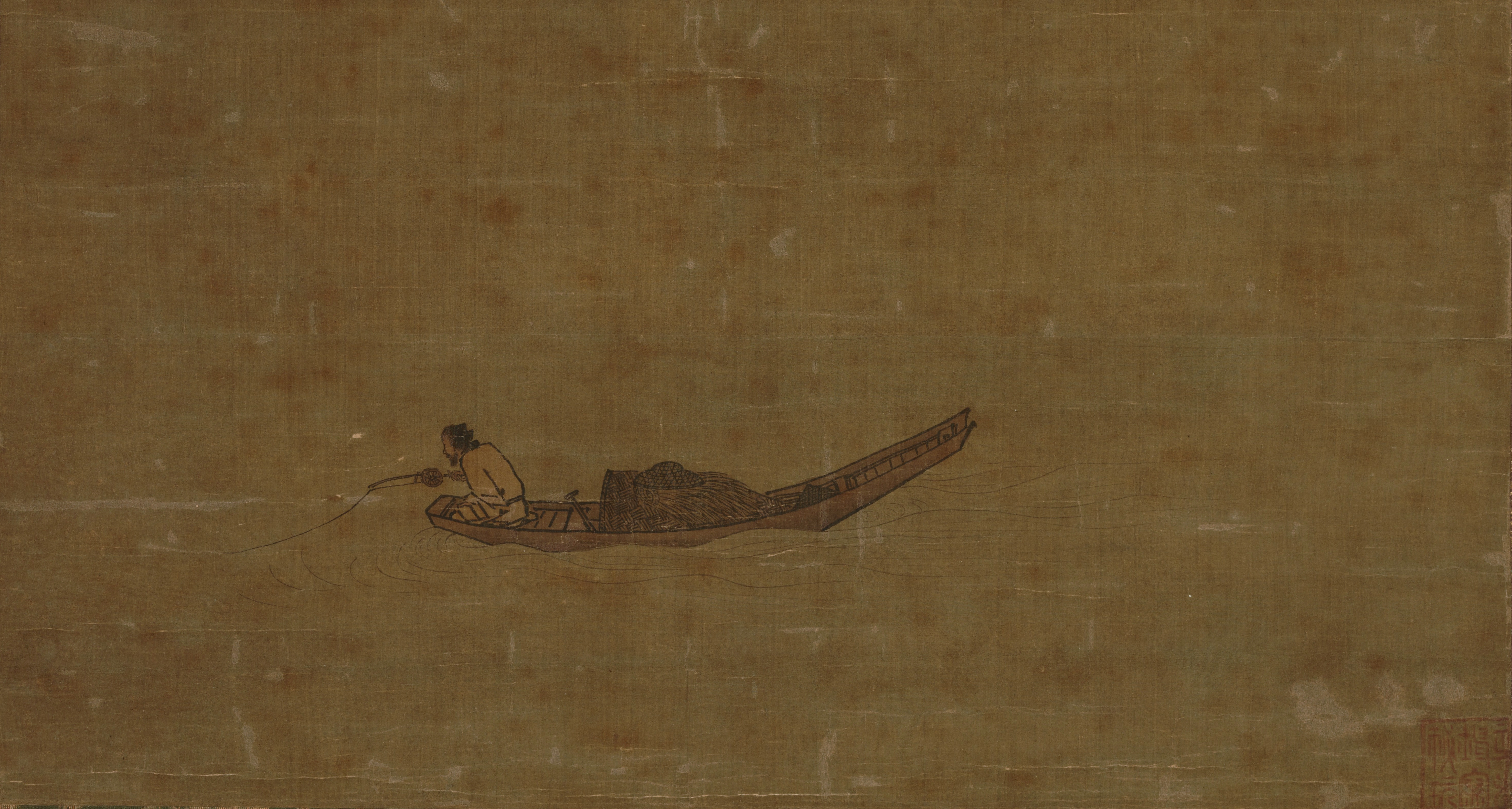
Detail van Visser aan een winters meer, 1195

Naast landschappen zijn diverse andere werken van Ma Yuan bewaard gebleven, waaronder een aantal bloemschilderingen, portretten van chàn-meesters en een serie schilderijen waarvan wateroppervlaktes het hele beeldvlak vullen. Op Ma's Visser aan een winters meer is de eerste afbeelding van een werpmolen in de geschiedenis afgebeeld.

## Invloed
Van de meeste albumbladen die eerder aan Ma Yuan waren toegeschreven, is tegenwoordig onzekerheid betreft de auteurschap. Veel van Ma's tijdgenoten imiteerden namelijk zijn destijds populaire stijl. De werken van Ma Yuan vormen samen met die van Xia Gui (1195–1224) de basis voor de zogenoemde Ma-Xia-school. Deze had zowel een invloed op de door Dai Jin (1388-1462) gestichte Zhe-school als op het werk van de Japanse 15e-eeuwse schilders Tenshō Shūbun en Sesshū Tōyō.

## Trivia
Een van de bekendste gedichten van Lucebert, Visser van Ma Yuan uit 1953 is geïnspireerd door het werk van deze schilder.
- Bibliothèque nationale de France: cb17835828x (data)
- Gemeinsame Normdatei: 136133142
- International Standard Name Identifier: 0000 0001 2320 9681
- Library of Congress Control Number: nr88005755
- Nationale bibliotheek van Australië: 36731773
- Nationale Bibliotheek van Israël: 987007422100705171
- Système universitaire de documentation: 169275787
- Trove: 1439594
- Union List of Artist Names: 500336940
- Virtual International Authority File: 68773087
- WorldCat: E39PBJxRyGCDyX6HgvYw7Fw6Kd